# Kickxia collenetteana
Kickxia collenetteana är en grobladsväxtart som beskrevs av David A. Sutton. Kickxia collenetteana ingår i släktet spjutsporrar, och familjen grobladsväxter. Inga underarter finns listade i Catalogue of Life.